# رابرت لوپز
رابرت لوپز (انگلیسی: Robert Lopez؛ زاده ۲۳ فوریهٔ ۱۹۷۵) یک ترانه‌سرای اهل ایالات متحده آمریکا است.